# Serge Kaganski
Serge Kaganski, né le 1er janvier 1959, est un journaliste, critique rock et critique de cinéma français.

## Parcours professionnel

### Les Inrockuptibles
Serge Kaganski rejoint Les Inrockuptibles en 1986 pour en devenir le correspondant en Californie. À ce propos, il raconte : « J’étais intimement convaincu que cette affaire Inrocks serait éphémère et qu’il serait bien temps ensuite de trouver un vrai boulot sérieux. Je n’imaginais pas que nos marottes ado dureraient toujours et deviendraient finalement notre métier pendant trente-deux ans. »
Il fait quelques-unes des interviews parmi les plus mémorables du journal, entre autres celles de Keith Richards, Bob Dylan, Bruce Springsteen, Maurice Pialat, Joe Strummer, Clint Eastwood, Leos Carax, David Lynch.
À son retour à Paris au début des années 1990, il est chargé de développer les pages « hors rock » (cinéma et livres) du futur hebdomadaire. Il participe régulièrement à l'émission radiophonique Le Masque et la Plume et à l'émission télévisée Ça balance à Paris.
En 2002, il est à l'origine d'un débat sur les objets de la critique de cinéma. Kaganski reproche à ses confrères des Cahiers du cinéma ou de Libération de valoriser les productions les plus triviales et les plus décérébrantes de l'industrie du spectacle, au lieu de se consacrer à la défense du cinéma. « Selon cette nouvelle tendance, Loft Story serait aussi moderne que de l'Antonioni et aussi bouleversant que du Sirk, Popstars recèlerait autant de cinéma que les films d'Oliveira, et les jeux vidéo constitueraient le nouvel horizon radieux des images », regrette-t-il.
En 2005, il s'éloigne momentanément des Inrockuptibles afin de prendre les rênes de l'entreprise familiale de sous-titrage, puis retourne à son activité de journaliste et de critique de cinéma au même journal dès 2007.
En avril 2014, il affirme la nette supériorité du cinéma sur les séries télévisées. « La meilleure comparaison que je puisse trouver pour illustrer simplement la différence de mon rapport aux séries TV et au cinéma, c’est celle entre les restos qui cuisinent sur place des produits frais et ceux qui servent des plats pré-cuisinés ou surgelés », confie-t-il dans un article très commenté,.
Il quitte Les Inrocks fin 2018 après 32 ans.

### Autre
Serge Kaganski est très ami avec Sylvie Pialat et l'a encouragée à produire les films d'Alain Guiraudie.

## Polémiques
En 1999, il fait partie des critiques de cinéma épinglés par un texte intitulé « Manifeste des réalisateurs en colère » publié dans le journal Libération. Dans ce texte, des cinéastes reprochent, notamment à Serge Kaganski et à Frédéric Bonnaud, un « plaisir de détruire » les films dans leurs articles. « L'exemple le plus caricatural et le plus pitoyable se trouve dans les Inrockuptibles quand quelques mois avant la sortie et sans en avoir vu aucun, Frédéric Bonnaud et Serge Kaganski donnent la liste des films de la rentrée 1996 sous le titre : "Les films qui nous donnent envie de changer de métier" », peut-on ainsi lire dans le manifeste.
En 2001, au moment de la sortie du Fabuleux Destin d'Amélie Poulain, Kaganski critique le film pour sa représentation irréaliste et trop pittoresque de la société française,. Le journaliste des Inrocks accuse Jean-Pierre Jeunet d'avoir réalisé un film qui glorifie une France nostalgique sans minorités ethniques qui pourrait servir de clip de propagande aux thèses de Jean-Marie Le Pen. Sa critique suscite la polémique. Dans les pages Rebonds de Libération, un critique lui rétorque qu'il « s’est fait une notoriété en se roulant dans l’aigreur, la rancœur et la haine comme un cochon dans sa merde. » En 2017, Kaganski revient lui-même sur sa critique en expliquant que « la référence à Le Pen était sans doute une grosse bourde. »
En 2001, il a une altercation mémorable avec le cinéaste Jean-Pierre Mocky. Hors de lui, le cinéaste lui reproche de taper sur le cinéma à petit budget et l'apostrophe : « Apprenez le cinéma monsieur Kaganski, commencez par l'apprendre avant d'être rédacteur en chef d'un journal de cinéma ! »
Le 10 novembre 2005, il fait partie des signataires de la pétition, lancée par Les Inrockuptibles afin de soutenir le cinéaste Jean-Claude Brisseau après sa comparution pour harcèlement sexuel et escroquerie après les plaintes déposées par deux actrices. En novembre 2019, l'actrice Noémie Kocher, qui fait partie des comédiennes à avoir poursuivi le réalisateur, est revenue sur cette pétition dans un entretien à Mediapart en expliquant qu'elle avait été d’une « violence inouïe » pour elle.
En mai 2012, il publie un article intitulé « Le féminisme est [parfois] l'avenir de la bêtise », qui suscite de vives critiques de la part de journalistes et de militantes féministes. Trois de ses collègues femmes aux Inrocks lui répondent dans une tribune en déclarant : « Non Serge, les féministes ne sont pas des débiles ou des idiotes, comme tu le suggères dans le titre de ton billet, des idiotes agressives qui ne maîtriseraient pas leurs nerfs (hystériques ?) et mordent au moindre soupçon de machisme ou de traitement inégalitaire. »

## Publications
- Alfred Hitchcock, Fernand Hazan, 1998  (ISBN 2850254673)
- Laure Vasconi : photographe, Éditions de l'Œil, 2004  (ISBN 2912415837)